# Gottfried Held von Hagelsheim

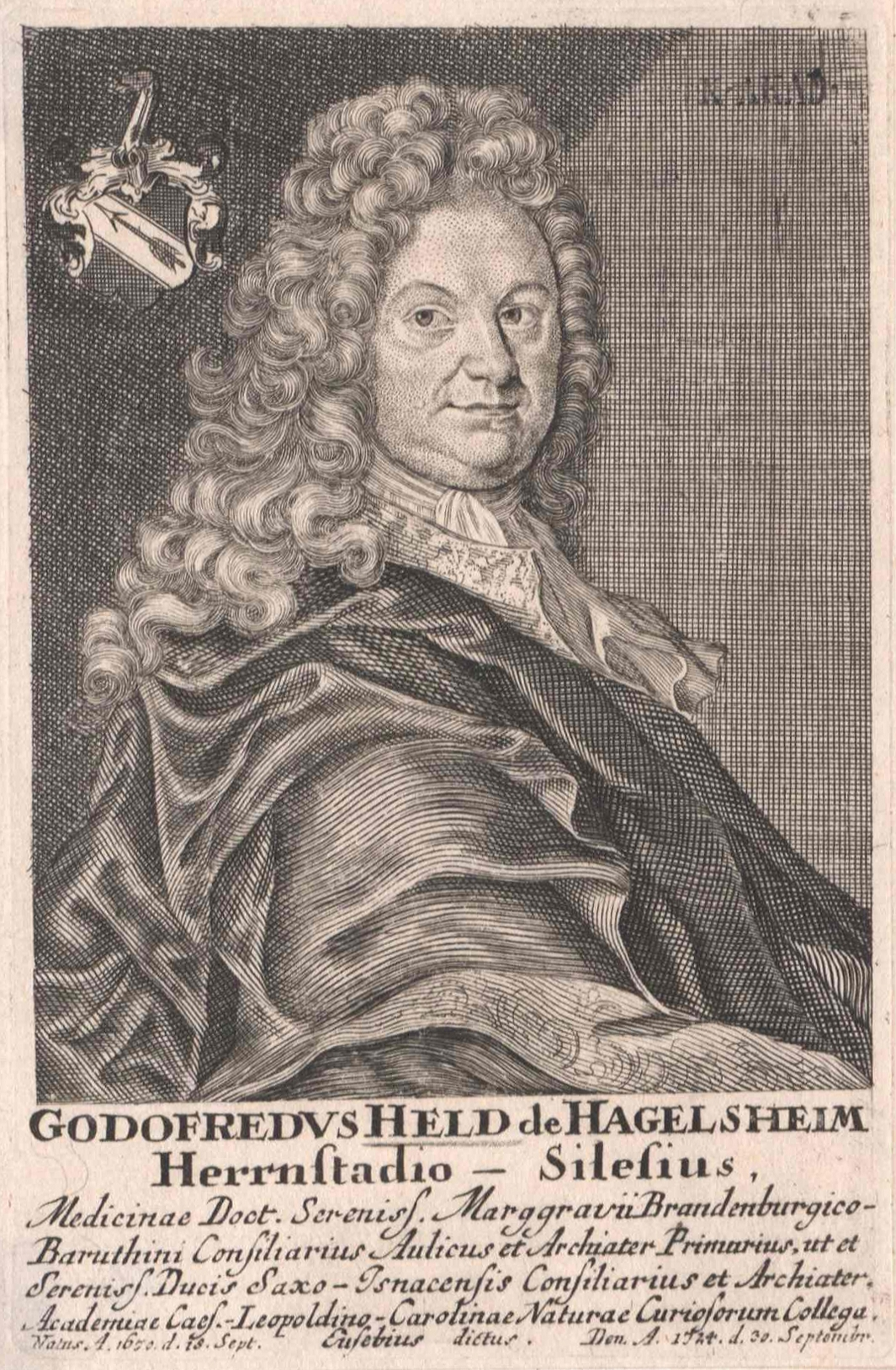
Gottfried Held von Hagelsheim, Porträt mit Familienwappen, Nürnberg um 1720

Gottfried Held von Hagelsheim (* 18. September 1670 in Herrnstadt, Herzogtum Wohlau; † 30. September 1724 in Bayreuth) war ein deutscher Mediziner und Leibarzt des Markgrafen von Brandenburg-Bayreuth.

## Leben

### Herkunft

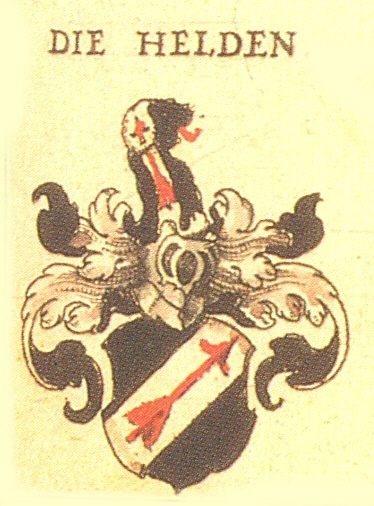
Wappen derer Held genannt Hagelsheimer in Johann Siebmachers Wappenbuch von 1605, Tafel 212, Nürnbergische Erbare Geschlechter

Frühe Angehörige der Familie Held (Helt) sind sowohl in Bamberg (Friedrich, 1460 bischöflicher Kammermeister, 1487/88 Ratsherr und Bürgermeister) als auch in Nürnberg nachweisbar, wo sie die Linie der Held genannt Hagelsheimer begründeten und zu den ehrbaren Geschlechtern zählten. Möglicherweise geht der Beiname der Familie auf das Schloss „Habelsheim“ (heute Habelsee) bei Rothenburg ob der Tauber zurück. Stammvater derer Held (genannt Hagelsheimer, auch Habelsheimer / Hagelsheimer genannt Held) war der aus Nürnberg stammende Hans Held († 1435). Vor 1401 heiratete er in  Posen, kehrte 1401 mit seiner Frau aus Polen zurück nach Nürnberg und erwarb drei Höfe in Fischbach bei Nürnberg. Beigesetzt wurde er in der Fürther Kirche St. Michael. Das Wappen derer Held (ein silberner Schrägbalken auf schwarzem Grund, belegt mit einem roten Pfeil) ist auf 16 Totenschilden in der Nürnberger Kirche St. Lorenz erhalten – ältester Schild von Friedrich Held aus Bamberg († 1445) – sowie auf dem Hagelsheimer Altar von 1516 in der Nürnberger Kirche St. Jakob. Die späterhin zum Adel gerechneten Nürnberger Hagelsheimer, sonst Helden genannt, hatten stattliche Lehen von den Oettinger Grafen. Auch besaßen sie, als ein Reichslehen, den Gold- und Silberdrahtzugs-Verlag in Nürnberg. Bei ihnen wurde 1592 der feinste Gold- und Silberdraht zum Weben und Sticken gefertigt, wofür sie Berühmtheit erlangten. Das kaiserlich privilegierte Edelmetall-Drahtzugs-Verlags-Monopol ging 1682 nach Aussterben der Nürnberger Familie Held gen. Hagelsheimer auf zwölf leonische Drahtziehermeister über. Am 16. Mai 1682 hatte es der Reichsvizekanzler Graf Leopold Wilhelm zu Königsegg als Reichsmannslehen bzw. „Kayserliches Dratzugs Lehen zu Nürnberg“ gekauft und die Konzession daran für 3.000 Gulden an die Nürnberger Gold- und Silberdrahtzugsverleger abgetreten.

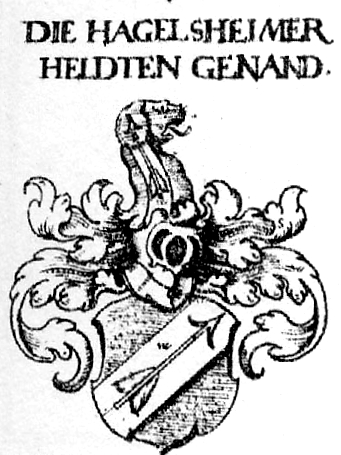
Wappen derer Held genannt Hagelsheimer, in einer späteren Version von Siebmachers Wappenbuch, Ende 17. Jahrhundert, Tafel 212, Nürnbergische Adeliche Geschlechter

Oben beschriebenes Wappen derer Nürnberger Held genannt Hagelsheimer wurde mit Wappenbrief am 3. Juli 1589 zu Prag von Kaiser Rudolf II. auch der schlesischen Familie Held zuerkannt, deren urkundlich belegte Stammreihe mit Sebastian Held(t) beginnt, der um 1530 Gerichtsverwalter und Stadtvogt zu Guhrau war, und zwar dessen Söhnen Bartholomeus, Bürgermeister zu Guhrau, Valentin, Stadtrichter zu Guhrau, und Andreas Held, letzterer Meister der Fleischhauerzunft in Guhrau. Eine königlich preußische Adelsrenovation und Ritterstand mit ebendiesem Wappen und dem Prädikat von Hagelsheim, wurde dann am 8. März 1759 Benjamin Gottfried Held, Herr auf Kapatschütz bei Trebnitz, zuteil.
Gottfried Held von Hagelsheim war der Sohn des Bürgermeisters von Herrnstadt, Sebastian Held von Hagelsheim, und dessen Ehefrau Dorothea, geborene von Blanckenstein.

### Ausbildung und Wirken
Nach dem Abitur am Breslauer Elisabetgymnasium studierte er ab 1691 an der Universität in Jena Philosophie, Geschichte und Medizin. 1695 wurde er bei Georg Wolfgang Wedel in Jena zum Dr. med. promoviert und wirkte anschließend als Arzt in Coburg. Im Jahr 1700 ging er für ein Jahr mit dem fürstlich gotha’schen Abgesandten nach Wien und wirkte während dieser Zeit als Hausarzt für zahlreiche Gesandte. Am 1. Juni 1701 ernannte ihn Christian Ernst von Brandenburg-Bayreuth zum Leibarzt, Feldarzt und zum Rat. Am 24. April 1702 wurde er Feldarzt des gesamten fränkischen Kreises und nahm in dieser Verwendung im Gefolge des Markgrafen an sieben Feldzügen teil. Nach dem Tod des Markgrafen 1712 wurde er am 13. Juli 1712 vom Herzog zu Sachsen-Eisenach zum Rat und Leibarzt ernannt und trat in die Dienste der verwitweten Markgräfin Elisabeth Sophie von Brandenburg. 1716 wurde er zum Hofrat und Archiater Primarius ernannt.
Am 3. Dezember 1714 wurde Ernst Gottfried Held von Hagelsheim mit dem akademischen Beinamen Eusebius als Mitglied (Matrikel-Nr. 311) in die Kaiserlich Leopoldinisch-Carolinische Akademie der Naturforscher aufgenommen.

### Ehe und Kinder
Er war seit 18. Mai 1697 verheiratet mit Dorothea Maria, geborene Richter, der Tochter des Ober-Land-Baumeisters Johann Moritz Richter. Das Ehepaar hatte 13 Kinder, von denen zwei Söhne und zwei Töchter ihn überlebten.

## Schriften
- Dissertatio Inauguralis Medica De Thermis. Krebs, Jena 1695  (Digitalisat)